# Густав Фалке
Густав Фалке (на немски: Gustav Falke) е германски поет, белетрист и преводач.

## Биография
Густав Фалке завършва обучение за книжар през 1868 г. в Хамбург. Тъй като неговият пастрок отхвърля желанието му да следва литература или музика, Фалке напуска Хамбург през 1870 г. До 1877 г. работи като книжар в Есен, а след това в Хилдбургхаузен. През 1878 г. се завръща в Хамбург и там взема частни уроци по музика при пианиста Емил Краузе. Накрая започва да си изкарва прехраната като учител по пиано.
През 1890 г. Густав Фалке се жени за бившата си ученичка по пиано Ана Хайсел, от която има две дъщери и син. През 90-те години Фалке започва да публикува собствени литературни творби и бързо установява контакт с кръга на „Хамбургското литературно общество“.
Известният вече поет Детлев фон Лилиенкрон се заинтригува в Мюнхен от една поема на Фалке и се свързва с него. Отначало дружбата им е само писмена, но става по-интензивна, след като Лилиенкрон се преселва в хамбургския квартал Отензен.
За петдесетия рожден ден на Густав Фалке през 1903 г. градският съвет на Хамбург му отпуска пожизнена почетна пенсия „за заслугите му към немската литература“. Това му позволява да придобие вила в Грос Борстел и да си осигури независимо съществуване на писател.

## Творчество
Густав Фалке започва литературното си поприще като поет в импресионистичен стил. Негови съвременни образци стават преди всичко Рихард Демел, Паул Хайзе и Детлев фон Лилиенкрон. Наред с това като консервативен бюргерски писател развива народностен песенен стил и с това се нарежда в традицията на поети като Едуард Мьорике, Йозеф фон Айхендорф и Теодор Щорм.
Романите на Фалке, в които преобладава хамбургски локален колорит, може да се причислят към умерения натурализъм. Фалке пише също епически поеми и новели. Значителна част от произведенията му са книги за деца в рими и прозаическа форма, чийто ведър и жизнен тон му донася в началото на XX век голям успех.
С избухването на Първата световна война Густав Фалке се изявява като безкомпромисен националист, който поставя писателското си перо изцяло в служба на германските национални цели. През 1915 г. за дейността му в полза на военната пропаганда му е присъден пруският орден „Червен орел“ (Roter Adlerorden).

## Влияние
Музикални творби по стихотворения на Густав Фалке създават композитори като Енгелберт Хумпердинк, Макс Регер, Арнолд Шьонберг, Рихард Щраус и Антон Веберн. Музикалният отдел на „Кралската библиотека“ в Берлин притежава още преди кончината на поета над 480 различни композиции по негови текстове.

## Признание
- В Хамбург има улица на името на Густав Фалке.
- По Петдесетница на 1909 г. в „Гробището на незнайните“ на остров Нойверк в Северно море е поставен камък, на който е изобразен спасителен пояс със стихове на Густав Фалке.
- През 1952 г. в парка на Грос Борстел е издигнат паметник с лика на поета.